# Гульманы
Гульманы (лат. Semnopithecus) — род обезьян из семейства мартышковые, включает 7 видов.
Длина тела от 40 до 78 см, хвост длиннее тела и может достигать в длину 110 см. Средняя масса тела 11 кг (самки) и 18 кг (самцы).
Это территориальные животные, населяющие лесистые районы и некоторые населённые пункты полуострова Индостан. Живут в группах. Питаются листьями, плодами, цветками и семенами. Раз в два года самка рождает одного, реже двух детёнышей. Беременность длится 200 дней. Продолжительность жизни в природе 20 лет, в неволе 25 лет.

## Виды
- Semnopithecus schistaceus
- Semnopithecus ajax
- Semnopithecus hector
- Гульман (Semnopithecus entellus)
- Малабарский гульман (Semnopithecus hypoleucos)
- Semnopithecus dussumieri
- Semnopithecus priam